# Knikkende steenbreek
De knikkende steenbreek (Saxifraga cernua) is een soort steenbreek uit de arctische gebieden.

## Beschrijving
De plant wordt 10–25(–35) cm hoog. De bovengrondse stengels zijn rechtopgaand, dichtbehaard en staan dicht opeen. Vegetatieve verspreiding is mogelijk, oudere planten hebben vaak horizontale ondergrondse of vlak over de grond lopende stengels.
De rozet en lagere bladeren zijn niervormig. De hogere stengelbladen zijn langwerpig tot lancetvormig en zijn vaak tot schubben gereduceerd. In de bladoksels van de bovenste bladeren vinden we kleine donkerrode broedbolletjes.
De bloemen zijn meestal alleenstaand maar kunnen ook in losse pluimen van 2 tot 5 bloemen staan.
De vijf groene kelkbladen zijn behaard en 3-4 mm lang. De vijf witte kroonbladen zijn losstaand, niet gerand, en 5-12 mm lang en 2,5-4 mm breed. Elk heeft 10 meeldraden.

## Verspreiding
De plant komt voor langs het hele arctische gebied rondom de Noordpool: Noorwegen, Spitsbergen, IJsland, Groenland, Noord-Canada, Alaska en Siberië. Op IJsland bijvoorbeeld kan ze plaatselijk algemeen zijn. Hiernaast komt ze in een aantal zuidelijkere gebergten voor zoals de Schotse Hooglanden, de Alpen, de Oeral, de Himalaya en de Rocky Mountains.